# Chasing Christmas
Chasing Christmas is een film uit 2005 van ABC Family met in de hoofdrol Tom Arnold als Jack Cameron. Het scenario is geschreven door Todd Berger en de regie was onder leiding van Ron Oliver.

## Verhaal
Jack Cameron is een man met een Scrooge-achtige persoonlijkheid die opgezadeld is met zijn vrouw. Hij betrapt haar met een andere man tijdens een kerstopvoering van hun dochter, wat er toe leidt dat hij kerst gaat haten. Net als in A Christmas Carol krijgt Jack te maken met de geesten van de kerst van het verleden (Leslie Jordan) en heden (Andrea Roth) die Jack laten horen waar het met kerst werkelijk om gaat. Echter, de geest van het verleden wil in het verleden blijven. Jack en de geest van het heden belanden in een avontuur waarin ze de geest van het verleden weer op het goede spoor proberen te krijgen.

## Rolverdeling
| Acteur             | Personage              |
| ------------------ | ---------------------- |
| Tom Arnold         | Jack Cameron           |
| Andrea Roth        | Geest van het heden    |
| Leslie Jordan      | Geest van het verleden |
| Brittney Wilson    | Suzanne Cameron        |
| Robert Clarke      | Trevor James           |
| Jed Rees           | Geest van de toekomst  |
| Sarah-Jane Redmond | Alison                 |
| Jason Schombing    | Matthew Presley        |
| Benjamin Ayres     | Mike                   |
| Aleks Paunovic     | Vincent                |
| Keith Dallas       | Barkeeper              |
| Juan Carlos Velis  | Hotelbediende          |